# Gregor Schell
Gregor Christian Schell (* 1. Juni 1957 in Düsseldorf; † 14. Juli 2019 in Göttingen) war ein deutscher Verleger und Autor.

## Leben
Gregor Schell wuchs in einer künstlerischen Familie auf. Der Vater, Hermann Schell, hatte Kunst und Architektur an der Kunstakademie in Düsseldorf als Schüler von Ewald Mataré gemeinsam mit Ivo Beucker und Joseph Beuys studiert, der Bruder Andreas Schell war Musiker und spielte u. a. mit Klaus Dinger bei La Düsseldorf. Schell besuchte das Humboldt-Gymnasium Düsseldorf bis zum Abitur, er studierte an der Heinrich-Heine-Universität Düsseldorf. Gregor Schell heiratete später die Künstlerin Heike Laufenburg und zog nach Willebadessen, wo er mit drei gemeinsamen Kindern lebte und arbeitete.

## Arbeit
Schell gründete 1977 den Verlag Schell/Scheerenberg, in dem er als Schulfreund das erste Buch des Dichters Thomas Kling, "Der Zustand vor dem Untergang" druckte und veröffentlichte. Kurze Zeit später nannte er den Verlag um in "Verlag Gregor Schell" und gründete mit verschiedenen jungen Künstlern, in erster Linie aber mit Thomas Kling die Kunst- und Literaturzeitschrift "Zwiebelzwerg", in der er später mit vielen Schriftstellern, u. a. mit Manfred Peter Hein und Andreas F. Kelletat zusammen veröffentlichte.
1980 gründete er die "Zwiebelzwerg Company Verlagsgesellschaft", deren Gesellschafter und Geschäftsführer er in den folgenden Jahren war.
Ab 1979 war er Herausgeber und Technischer Leiter der "Düsseldorfer Musikzeitung", die in erster Linie mit Musikern aus der neuen deutschen Szene in Düsseldorf (u. a. um ZK (Band)), Hagen (u. a. um Inga Humpe) und auch Köln (u. a. BAP) sich um die Öffnung der Szene bemühte und ein Sprachrohr der Musiker sein wollte. Unter ihm arbeitete die Zeitschrift auch mit Avantgarde-Musikern der Folk- und Jazz-Szene (u. a. aus Moers Festival) zusammen.
Schell war von 1980 bis 1985 Herausgeber und Redakteur des "Caspar, Zeitschrift für Frieden mit Kindern". Dort wirkte er mit verschiedenen Gesellschaftswissenschaftlern zusammen, u. a. mit Hans A. Pestalozzi. Die Zeitschrift setzte sich aktiv für Kinderrechte ein und arbeitete unter anderem mit Ekkehard von Braunmühl zusammen.
Ab 1985 übernahm er den Verlag als Einzelfirma unter dem Namen Zwiebelzwerg Verlag und führte ihn seitdem als Verleger.
Er schrieb und veröffentlichte 1987 den Jugendroman Tohuwabohus tanzen im Kopf gemeinsam mit Heike Laufenburg. Dieses erschien 2006 in dritter Auflage (15.000 Exemplare). Er wurde nach Erscheinen der ersten Auflage von der Deutschen Blindenstudienanstalt als Blindenbuch veröffentlicht. 1995 wurde der Titel von der Neue Westfälische zum Buch der Woche gewählt. Als Herausgeber war er gemeinsam mit der Künstlerin Heike Laufenburg für eine Buchreihe mit Anthologien verantwortlich. Es erschienen mittlerweile 50 verschiedene Titel.
Zwischen 2007 und 2012 redigierte Schell eine 30-bändige Buchreihe mit türkischen Sagen für Kinder und Erwachsene in Zusammenarbeit mit Necati Demir (Gazi-Universität in Ankara, Türkei) und Ibrahim Özbakir (Cumhuruyiet Universität Sivas, Türkei).

## Werke
Alle Bücher gemeinsam mit Heike Laufenburg
- Der kleine Mohn, Kinderbuch, 2016
- Spirituelles Gipfelerlebnis, Lyrikbuch, 2012
- Sommerblumenland, Künstlerbuch, 2011
- Willebadessener Wesen, Künstlerbuch, 2010
- Sommerblumenland, Foto-Lyrikbuch für Kinder, 2010
- Elfen in Willebadessen, Foto-Lyrikbuch für Kinder, 2008
- Feen in Willebadessen, Kunst Bilder-Lyrikbuch, 2006
- Zwerge in Willebadessen, Kunstbuch, 2005
- Tohuwabohus tanzen im Kopf, Jugendbuch, 1987 (1. Auflage)

## Herausgeber (gem. mit Heike Laufenburg)
- Zwiebelzwerg, Zeitung für Kunst und Soziales, 1978–1982
- Caspar, Zeitung für Frieden mit Kindern, 1979–1984
- Düsseldorfer Musikzeitung, 1979–1982
- Schlage nie ein Kind zum Scherz, 1983
- Sommermorgen, 1986
- Es bleibt eine Narbe zurück, Anthologie, 1987
- Schade, dass Du gehen mußt, Anthologie, 1988
- Du tust mir weh, Anthologie, 1988
- Es muss wohl Liebe sein, Anthologie, 1988
- Herbstgewitter über Dächern, Anthologie, 1988
- Wie ein Baum, der gefällt wird, Anthologie, 1988
- Von Till und anderen Tieren, Anthologie, 1988
- Kleiner Fratz, Anthologie, 1989
- Das sind die Starken im Leben, die eigenes Leid vergessen und andere glücklich machen, Anthologie, 1989
- Immer wieder Herzklopfen, Anthologie, 1989
- Weihnachtsmaus, Anthologie, 1989
- Von der Hexe und dem Zwerg, Anthologie, 1989
- Erinnerungen an eine Heimat, Anthologie, 1990
- ... es kann doch kein Zufall sein, Anthologie, 1990
- Es schneit in meinen Gedanken, Anthologie, 1990
- Schwalben ziehen über das Land, Anthologie, 1990
- Ich lieb mich verrückt - Texte über Liebe; 1990
- Weit hinter dem Regenbogen, Anthologie, 1990
- Wenn das Ende nicht mehr weit ist..., Anthologie, 1990
- Zeugnistag, Anthologie, 1990
- Heimliche Liebe, Anthologie, 1991
- Ich such' Dich in jedem Gesicht, Anthologie, 1991
- Menschenjunges, Anthologie, 1992
- Wie Seifenblasen, die zerplatzen, Anthologie, 1992
- Frühlingserwachen, Anthologie, 1993
- Mitternachtgeflüster, Anthologie, 1993
- Nie mehr als Du gingst, ein Schnitt je so tief, Anthologie, 1993
- Abschied für immer, Anthologie, 1994
- Hab' Dank für Deine Zeit, Anthologie, 1994
- Ich liebe Dich, Anthologie, 1995
- Kribbeln im Bauch, Anthologie, 1995
- Es gibt Menschen, die vergißt Du nie, Anthologie, 1996
- Friedhofgedanken, Anthologie, 1997
- Wir sind Ausländer: fast überall, Anthologie, 1997
- Unendliche Sehnsucht nach Dir, Anthologie, 1998
- Hab' keine Angst, Anthologie, 1999
- In Gedanken bei Dir, Anthologie, 2000
- Du bist mein Ein und Alles, Anthologie, 2001
- Weihnachtstraum, Anthologie, 2001
- Geweint vor Glück, Anthologie, 2001
- Ich lass Dich nicht allein, Anthologie, 2001
- Im Einhandsegler auf dem Styx, Anthologie, 2005
- Immer mehr, Anthologie, Anthologie, 2005
- Ein Buch voller Märchen und Tiergeschichten, Anthologie, 2006
- Du verleihst ihm Flügel, nur durch einen Kuss ..., Anthologie, 2006
- Augenblickstraum - die Flucht in Trance, Anthologie, 2007
- 30 Jahre Zwiebelzwerg, Anthologie, 2008
- Das Narrenschiff - keine Avantgarde, 2010
- Keinen Augenblick mehr mit Dir, 2011
- Auf ewig und dich, 2011
- Mit heiserer Stimme flüstert der Tod, 2014

## Beiträge
- Auf ewig und dich, 2011
- Keinen Augenblick mehr mit Dir, 2011
- Das Narrenschiff - keine Avantgarde, 2010
- 30 Jahre Zwiebelzwerg, Anthologie 2008
- Augenblickstraum - die Flucht in Trance, Anthologie 2007
- Du verleihst mir Flügel, nur durch einen Kuss..., Anthologie 2006
- Ein Buch voller Märchen und Tiergeschichten, Anthologie, 2006
- Im Einhandsegler auf dem Styx, Anthologie, 2005
- Immer mehr, Anthologie, 2005
- Geweint vor Glück, Anthologie, 2001
- Kinderrechte, Sachbuch, 1995
- Es kann doch kein Zufall sein, Anthologie, 1990
- Schlage nie ein Kind zum Scherz, Sachbuch, 1983
- Versch. Beiträge in den Zeitschriften "Zwiebelzwerg", "Caspar", "Düsseldorfer Musikzeitung"